# Amytháon
Amytháon (latinsky Amythaon) je v řecké mytologii syn thessalského krále Kréthea. Jeho rod později vládl v Argu a pocházeli z něj mnozí proslulí věštci.
Věštcem byl i syn Amytháona Melampús, který se mimo jiné proslavil také svou účastí na výpravě Argonautů. Jeho bratrem byl Biás, označovaný za hrdinu.
Amytháón byl předkem mnoha slavných bojovníků, z nich nejznámější je Amfiaráos, známý z války "Sedm proti Thébám".